# Carlos García Agraz
Carlos Andrés García Agraz (Ciutat de Mèxic, 7 de febrer de 1954) és un director de cinema mexicà, germà de José Luis García Agraz.
Mentre estudiava al Colegio Columbia feia d'ajudant del fotògraf Armando Carrillo en el rodatge de comercials. El 1976 va ingressar Centre Universitari d'Estudis Cinematogràfics de la Universitat Nacional Autònoma de Mèxic (CUEC-UNAM), però el 1979 va deixar els estudis. Va treballar com a director assistent amb José Estrada a les pel·lícules El albañil (1974), Maten al león (1975), Ángela Morante ¿crimen o suicidio? (1978) i Recodo de purgatorio (1975).
En 1982 va dirigir el documental Bondarchuk en México i de 1983 a 1985 fou subdirector tècnic d'Estudios América, cargo que dejó en 1985 al ser ascendido a director general. Durant aquells anys va rodar alguns curtmetratges fins que el 1987 va dirigir Herencia maldita i Algunas nubes, basades en novel·les de Paco Ignacio Taibo II. El 1991 debuta com a director amb el seu primer llargmetratge Mi querido Tom Mix, amb guió de Consuelo Garrido, que va obtenir el premi a la millor actriu al Festival Internacional del Nou Cinema Llatinoamericà de l'Havana. El 1996 va dirigir Última llamada, amb la qual fou nominada al Goya a la millor pel·lícula estrangera de parla hispana.
Des del 1998 treballa fonamentalment per la televisió, any en què va dirigir cinc capítols de la sèrie Cuentos para solitarios, el 2005 va dirigir 15 episodis de la sèrie Mujeres asesinas i el 2011 de les sèries El equipo i La ruta blanca. El 2013 fou nomenat director general d'Estudios Churubusco Azteca, S.A. En aquesta qualitat el 2018 formà part del jurat del Festival Internacional de Cinema de Morelia.

## Filmografia
- 2004 Donde acaban los caminos
- 1999 La paloma de Marsella
- 1996 Última llamada
- 1995 Algunas nubes
- 1994 Días de combate
- 1994 Amorosos fantasmas
- 1993 Pueblo viejo
- 1992 Mi querido Tom Mix